# ファイ・サンバ
ファイ サンバ（英: Samba Faye、1987年〈昭和62年〉4月25日 - ）は、日本のプロバスケットボール選手。セネガル共和国出身。ポジションはセンター。B3リーグ・トライフープ岡山に所属している。

## 来歴
2004年、明徳義塾高校に進学。1年生時より主力で活躍し、3年生時の2006年ウインターカップでベスト8。
2007年4月、天理大学に進学。1年生時より主力として関西リーグ戦で得点王、リバウンド王のタイトルを獲得。2年生時よりリーグ戦3連覇を達成、関西学生選手権や西日本学生選手権優勝にも貢献し、各大会でMVPに選出されている。
大学卒業後の2011年、東芝ブレイブサンダースに加入。
2013-14シーズンはNBDLの東京海上日動ビッグブルーに所属。32試合に出場し、得点王を獲得。NBDLオールスターにも選出されている。
2014-15シーズンは東芝神奈川に復帰。日本の国籍を取得（帰化）したため、帰化選手扱いとなる。
2015-16シーズンは、NBDLの豊田通商ファイティングイーグルス名古屋に移籍。
2016年8月、日本国籍を取得。滋賀レイクスターズと2年契約を結ぶ。
2018年7月、サンロッカーズ渋谷と契約。
2020年6月、熊本ヴォルターズと契約。同年9月、自身初となるキャプテンに就任。
2022年6月、富山グラウジーズと契約。
2023年7月、アースフレンズ東京Zと契約。
2024年5月、トライフープ岡山と契約。

## 記録
| シーズン     | チーム       | GP | GS | MPG  | FG%  | 3P%  | FT%  | RPG  | APG | SPG | BPG | TO  | PPG  |
| ------------ | ------------ | -- | -- | ---- | ---- | ---- | ---- | ---- | --- | --- | --- | --- | ---- |
| JBL 2012-13  | 東芝         | 6  |    | 4.8  | .500 | .000 | .333 | 1.2  | 0.5 | 0.2 | 0   | 0.2 | 2.3  |
| NBDL 2013-14 | 東京海上日動 | 32 | 31 | 34.1 | .434 | .326 | .743 | 12.8 | 1.6 | 0.7 | 0.7 | 0.8 | 24.5 |
| NBL 2014-15  | 東芝         | 10 | 0  | 9.8  | .423 | .000 | .750 | 2.2  | 0.3 | 0   | 0.1 | 0.7 | 2.5  |
| NBDL 2014-15 | 豊田通商     | 12 | 10 | 24.9 | .524 | .200 | .759 | 12.0 | 1.4 | 0.3 | 0.3 | 2.0 | 12.8 |
| NBDL 2015-16 | 豊田通商     | 32 | 21 | 19.1 | .511 | .295 | .722 | 7.6  | 0.8 | 0.4 | 0.6 | 0.8 | 11.8 |
| B１ 2017-18  | 滋賀         | 54 | 49 | 21.4 | .543 | .333 | .719 | 4.4  | 1.3 | 0.5 | 0.3 | 1.3 | 9.1  |